# IP5
IP5 또는 세계 5대 특허청(Intellectual Property 5)은 전 세계 특허 출원의 80% 이상을 차지하는 대한민국, 미국, 중국, 일본 및 유럽 5개국(지역) 특허청 간 협의체이다. 2007년 출범하였다.